# Ivang állomás
Ivang (Uiwang) állomás a szöuli metró 1-es vonalának állomása Kjonggi (Gyeonggi) tartomány Ivang (Uiwang) városában.

## Története
1944-ben épült vasútállomásként, Pugok (Bugok) (hangul: 부곡역, handzsa: 富谷驛) néven. A metró 1974 óta közlekedik. Az állomás új épületét 2002-ben adták át. 2004-ben az állomás neve Ivang (Uiwang) lett, 2007-ben pedig megváltozott az állomás nevének handzsa (hanja) neve 儀旺驛-ról 義王驛-ra változott.

## Viszonylatok
| 1-es vonal                                      | 1-es vonal                                    | 1-es vonal                                                                                  |
| ----------------------------------------------- | --------------------------------------------- | ------------------------------------------------------------------------------------------- |
| Kunpho (Gunpo) Szöul felé                       | Kjongbu (Gyeongbu) szakasz zöld expresszvonat | Szonggjungvan (Seonggyungwan) Egyetem (csak reggel) Cshonan (Cheonan) felé                  |
| Kunpho (Gunpo) Szöul felé                       | Kjongbu (Gyeongbu) szakasz zöld expresszvonat | Szuvon (Suwon) (csak este) Cshonan (Cheonan) felé                                           |
| Tangdzsong (Dangjeong) Szojoszan (Soyosan) felé | Kjongbu (Gyeongbu) szakasz személyvonat       | Szonggjungvan (Seonggyungwan) Egyetem Szodongthan (Seodongtan) és Sincshang (Sinchang) felé |
| Korail                                          |                                               |                                                                                             |
| Tangdzsong (Dangjeong) Szöul felé               | Kjongbu (Gyeongbu) vonal                      | Szonggjungvan (Seonggyungwan) Egyetem Puszan (Busan) felé                                   |